# Zygothrica pimacula
Zygothrica pimacula är en tvåvingeart som beskrevs av Prigent 2006. Zygothrica pimacula ingår i släktet Zygothrica och familjen daggflugor.
Artens utbredningsområde är Taiwan. Inga underarter finns listade i Catalogue of Life.